# Wereldvoedselprijs

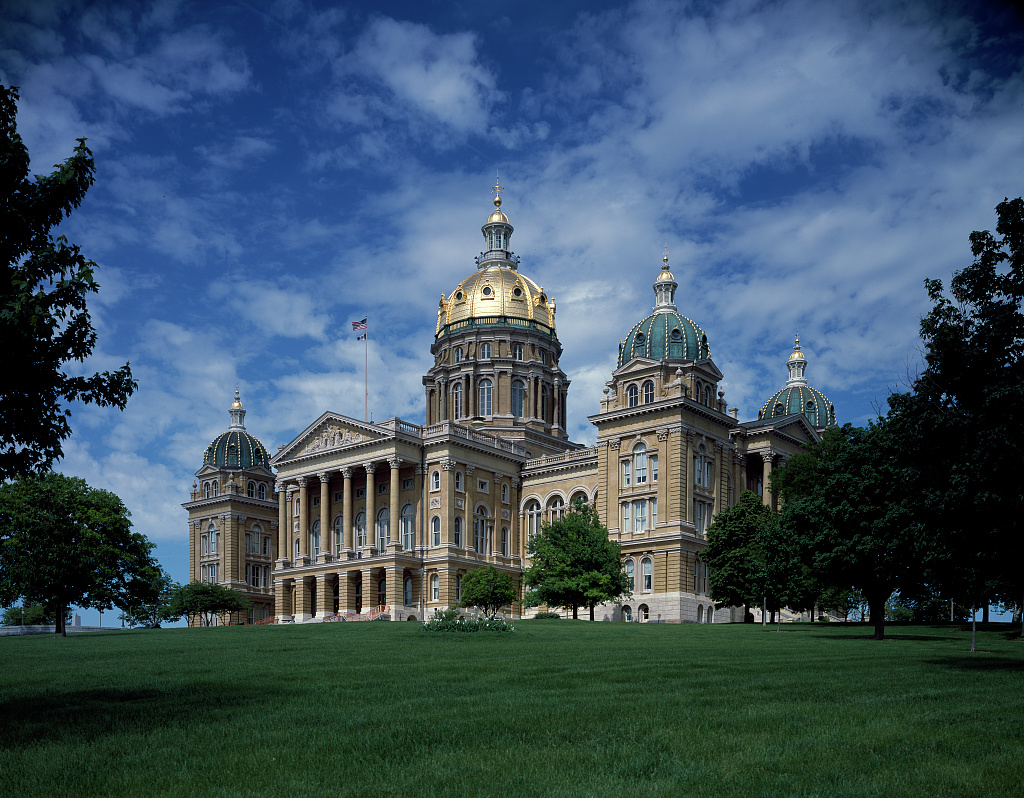
Iowa State Capitol

De Wereldvoedselprijs (World Food Prize) is een Amerikaanse prijs die jaarlijks aan een of meer personen in de wereld wordt toegekend die een bijzondere prestatie hebben geleverd op de verbetering van de kwantiteit, kwaliteit of beschikbaarheid van levensmiddelen.
De prijs werd in 1986 in het leven geroepen door de winnaar van 1970 van de Nobelprijs voor de Vrede, Norman Borlaug. Sinds 1990 is zakenman en filantroop John Ruan de donateur van het prijzengeld van 250 duizend dollar.
De prijs is gericht op alle gebieden die de wereldvoedselvoorziening dienen: voedselwetenschap, landbouwkunde, landbouwtechnologie, productie, marketing, levensmiddelenonderzoek, algemene economie, armoedebestrijding, politieke initiatieven en sociale wetenschappen.
De winnaars worden elk jaar rond de maand juni bekendgemaakt. De officiële prijsuitreiking vindt jaarlijks in oktober plaats in de parlementszaal van het Iowa State Capitol in Des Moines van de staat Iowa. Tegelijkertijd wordt het World Food Prize International Symposium georganiseerd, dat elk jaar een thema kent op het gebied van honger in de wereld of de wereldvoedselvoorziening.

## Winnaars
- 1987: Monkombu Swaminathan
- 1988: Robert Chandler
- 1989: Verghese Kurien
- 1990: John Niederhauser
- 1991: Nevin S. Scrimshaw
- 1992: Edward F. Knipling en Raymond Bushland
- 1993: He Kang
- 1994: Muhammad Yunus
- 1995: Hans Rudolf Herren
- 1996: Henry Beachell en Gurdev Khush
- 1997: Ray F. Smith en Perry Adkisson
- 1998: Badrinarayan Ramulal Barwale
- 1999: Walter Plowright
- 2000: Evangelina Villegas en Surinder Vasal
- 2001: Per Pinstrup-Andersen
- 2002: Pedro A. Sanchez
- 2003: Catherine Bertini
- 2004: Monty Jones en Yuan Longping
- 2005: Modadugu Vijay Gupta

- 2006: Edson Lobato, Alysson Paolinelli en A. Colin McClung
- 2007: Philip Nelson
- 2008: Bob Dole en George McGovern
- 2009: Gebisa Ejeta
- 2010: David Beckmann en Jo Luck
- 2011: John Agyekum Kufuor en Luiz Inácio Lula da Silva
- 2012: Daniel Hillel
- 2013: Marc Van Montagu, Mary-Dell Chilton en Robert T. Fraley
- 2014: Sanjaya Rajaram
- 2015: Fazie Hasan Abed
- 2016: Howarth Bouis en het trio  Maria Andrade, Robert Mwanga en Jan Low
- 2017: Akinwumi Adesina
- 2018: Lawrence Hadda en David Nabarro
- 2019: Simon Groot
- 2020: Rattan Lal
- 2021: Shakuntala Haraksingh Thilsted
- 2022: Cynthia Rosenzweig
- 2023: Heidi Kühn
- 2024: Cary Fowler
- 2025: Mariangela Hungria